# Lògica rellevant
La Lògica Rellevant , també anomenada  Rellevància Lògica , és tota lògica pertanyent a una de les famílies de lògiques sub-estructurals no clàssiques que imposa certes restriccions en la implicació.
La lògica rellevant va ser proposada el 1928 pel filòsof rus Ivan E. Orlov (1886 - circa 1936) en un escrit estrictament matemàtic titulat "The Logic of Compatibility of Propositions" publicat a Matematicheskii Sbornik.

## Objectius
L'objectiu de la lògica rellevant és capturar els aspectes de la implicació que són ignorats per l'operador de la implicació material en la lògica clàssica de veritat-funcional. Aquesta idea no és nova: C. I. Lewis va inventar la lògica modal, i específicament la implicació estricta, sobre la base que la lògica clàssica sosté, per exemple, que una falsedat implica qualsevol proposició. Per tant, "Si jo sóc el Papa, aleshores 2+2 = 5 és veritable". Però clarament tot i així jo fos el papa, 2+2 seguiria sense ser 5. Per tant, la relació d'implicació ha de ser necessària.
Alguns altres problemes subsisteixen fins i tot després que s'eliminen les paradoxes de la implicació material. Anderson i Belnap (vegeu sota) s'enumeren diverses "paradoxes d'estricta aplicació": per exemple, una contradicció encara implica qualsevol cosa, i qualsevol cosa implica una tautologia. El que no resulta intuïtiu és que la implicació - com normalment es fa servir aquest terme - requereix que hi hagi algun tipus de connexió a la substància del tema entre premisses i la conclusió.

## Característiques
La diferència entre lògica clàssica i la rellevant és que en aquesta última la semàntica requereix que l'antecedent i el conseqüent d'una implicació siguin relacionats de manera rellevant. En termes d'una restricció sintàctica per al càlcul proposicional, és necessari, però no suficient, que les premisses i la conclusió comparteixin fórmules atòmiques. En un càlcul predicatiu, la rellevància requereix que es comparteixin les variables i constants entre les premisses i la conclusió. Això pot ser assegurat (juntament amb altres condicions més estrictes) per exemple posant certes restriccions a les regles del sistema de deducció natural.
En particular, una deducció natural en estil de Fitch pot ser adaptada per a introduir la rellevància introduint etiquetes a l'extrem final de cada línia d'una derivació indicant les premisses "rellevants". El càlcul mitjançant l'estil de Gentz pot ser modificat eliminant les regles de debilitament que permeten la introducció de fórmules arbitràries en el costat dret o esquerre de les seqüències "sequents".
La idea bàsica de la implicació rellevant apareix en la lògica medieval, i algun treball pioner va ser fet per Ackermann, Moh, i Church cap a 1950. Sobre la base del treball d'ells, Nuel Belnap i Alan Ross Anderson (amb altres) va escriure el  treball mestre  sobre el tema, "Entailment: The Logic of Relevance and Necessity" cap a 1970. Ells van tractar sistemes d'implicació i sistemes de rellevància, on el sistema d'implicació se suposa és rellevant i necessari.
Una característica notable de les lògiques rellevants és que són lògiques paraconsistentes: l'existència d'una contradicció no causarà una explosió. Això es deriva del fet que un condicional amb un antecedent contradictori que no comparteix cap lletra del propositional o del predicat amb el conseqüent no pot ser veritat.